# Storia del Parma Calcio 1913
Questa voce tratta la storia del Parma Calcio 1913 dal 1913 a oggi.

## Il primo Parma Calcio: dal Verdi F.B.C. al fallimento del '69

Il Parma Foot Ball Club in Prima Divisione nel corso del campionato 1925-1926

Il calcio a Parma era, nei primi anni del novecento, poco più che un passatempo o un "dopolavoro" e si praticava nei campi militari della città, quali il "Campo di Marte" (la piazza d'armi della "Cittadella") o i "Campi Marchi", sempre a sud del centro storico. La prima partita di cui i giornali dell'epoca hanno riferito notizia, è stata una sfida del 1911 fra gli studenti della Pro Verdi e della Juventus di Salsomaggiore, finita 0-1. La Pro Verdi (che vestiva i colori cittadini in una casacca a scacchi gialli e bleu), venne ufficialmente istituita come Verdi Foot Ball Club il 27 luglio 1913, nell'ambito dei festeggiamenti per il centenario della nascita di Giuseppe Verdi; il 28 settembre la nuova compagine disputò l'unica edizione della "Coppa Verdi", organizzata per l'occasione. Il club, tuttavia, si sciolse alla fine del 1913 e si unì al nascente Parma Foot Ball Club, dopo un'assemblea tenutasi il 16 dicembre presso un bar di Via Saffi a Parma. L'euforia per la fondazione della squadra e delle prime amichevoli contro le compagini limitrofe (Reggio Emilia, Modena, Cremona e Carpi) si spense immediatamente con l'entrata in guerra della nazione, nel primo conflitto mondiale: nove giocatori furono chiamati alle armi, cinque dei quali caddero nei combattimenti.
Finita la guerra, la voglia di ricominciare era evidenziata dai milleduecento soci della squadra. Due giocatori (e dirigenti) del Parma Foot Ball Club, Ugo Betti e Torquato Rossini, idearono una nuova divisa: la maglia bianca con croce nera sul petto (mentre le prime maglie da trasferta furono invece blu con croce gialla, a richiamare i colori cittadini, indossate anche dalla squadra giovanile dei "Boys"). L'altra novità era la necessità di avere un campo da gioco degno di questo nome. Furono indicate varie zone della città per l'insediamento del futuro impianto: zona Marchesi (a nord della città, tra Viale Piacenza e Via Golese) e zona Stradone Umberto I. Venne scelta quest'ultima, maggiormente accessibile e vicina al centro cittadino. Nel frattempo la squadra che partecipava stabilmente nella massima categoria regionali, venne inserita nella Seconda Divisione nazionale, dopo la sconfitta nello spareggio contro il Treviso disputato a Verona. Il 31 dicembre del 1922 il presidente Ennio Tardini posò la prima pietra dello stadio comunale a cui, dopo la sua morte, di lì a poco, venne intitolato.
Nella stagione 1924-'25, la squadra si giocò la promozione nella massima serie nazionale contro la Novese. Finì 3-2 con la seguente formazione crociata: Rossi, Franzini, Sacchi, Mistrali, Gobbi, Tassi, Rebecchi, Rossini, Mattioli, Penzi, Mazzoni, e le reti di Sacchi, Rossini e Franzini.
L'anno seguente il Parma pagò duramente l'impatto con la Prima Divisione: inserito nel Girone B con Juventus, Milan e Genoa. La classifica finale impietosa pose il Parma al penultimo posto davanti al solo Mantova con soli 12 punti. Il Parma tornerà da lì in poi a navigare nella cadetteria nazionale (prima detta "Prima Divisione Nord" e poi definitivamente "Serie B").
Nel 1930 la società diviene polisportiva e per questo rinominata Parma Associazione Sportiva, abbracciando altri sport come il Rugby, la Pallavolo e il Tamburello. Ma è il calcio l'attività predominante, nonostante gli anonimi risultati che portarono alla retrocessione in Prima Divisione (ossia la terza categoria nazionale, poi chiamata Serie C), in cui rimarrà fino alla ripresa bellica del secondo conflitto mondiale.
Alla ripresa dei campionati, il Parma viene collocato in Serie B e nella stagione 1947-'48 riesce a salvare la categoria grazie a un vittorioso spareggio contro il Prato. Cosa che non riesce a ripetere l'anno dopo: nello spareggio dell'Arena Civica contro lo Spezia, i crociati perdono 4-1 e retrocedono in Serie C. La città deve attendere la stagione 1953-'54 per tornare nella cadetteria: lo fa vincendo il campionato grazie, in gran parte alle reti di due giocatori cecoslovacchi: Čestmír Vycpálek e Július Korostelev, e di due emiliani D.O.C.: Edmondo Fabbri (poi C.T. della Nazionale) e William Bronzoni (tuttora bomber crociato di tutti i tempi con 78 reti). Nel frattempo, già dal 1951, la squadra aveva smesso di vestire la maglia crociata, sostituita in un primo tempo da una casacca a strisce verticali giallo-bleu e dal 1953 da una maglia bleu con inserti (o maniche) gialle. Da quella promozione la cadetteria diviene una categoria "su misura" per il Parma dell'epoca. Il giocatore-simbolo era Ivo Cocconi, che a fine carriera collezionò, con il Parma, 308 presenze (record tuttora imbattuto). Nella stagione 1964-'65 il Parma (ritornato in maglia crociata) abbandona la cadetteria chiudendo all'ultimo posto e retrocede in Serie C.
La società non sembrò avere i mezzi economici per una pronta risalita e puntò sull'autarchia di giocatori locali e sul "blasone" di squadra di categoria superiore. Fu proprio quello il fattore per il quale la stagione di Serie C 1965-'66 risultò fallimentare: affrontata da tutte le compagini come la squadra da battere, il Parma non si dimostrò all'altezza e finì il campionato penultimo (davanti al solo Ivrea) e scese per la prima volta in quarta serie. I tentativi di risalita in Serie C fallirono: sia nella prima stagione (1966-'67) che nella seconda (1967-'68) il Parma arrivò solo sesto. Gli spalti del Tardini erano deserti e le casse societarie vuote, tanto che il 2 gennaio 1968 il Tribunale di Parma mise in liquidazione il club. Le speranze nella salvezza economica del club furono riposte negli industriali della città che lo rilevarono, rinominandolo Parma Football Club. Ma, a livello tecnico, le cose non migliorarono: la squadra rischiò addirittura la caduta in Prima Categoria, subendo l'onta di venire sconfitti al Tardini nel derby contro i "provinciali" del San Secondo. La salvezza, giunta solo nelle ultime giornate della stagione, fu solo sportiva: la situazione economica del Parma F.C. risultò, per il Tribunale di Parma, ancora una volta irreparabile. La società venne dichiarata insolvente e, successivamente, definitivamente fallita. Per la risoluzione degli ultimi debiti il Parma F.C. concesse ad un'altra società di Parma, l'Associazione Calcio Parmense, appena salita anch'essa in Serie D e rimasta l'unica squadra a rappresentare la città, il diritto di chiamarsi "Parma" e quello di vestire la maglia crociata. Tutto ciò per il costo di una ventina di milioni di lire. Un vero e proprio passaggio di testimone, dal vecchio e decaduto Parma al nuovo club, per rappresentare calcisticamente la città ducale. Quindi, alla vigilia del Campionato di Serie D 1969-1970, il Parma nato nel 1913 uscì formalmente di scena, lasciando gli spalti del Tardini alla sola Parmense che, per motivazioni contabili e fiscali, solo dal 1º gennaio 1970 poté far rivivere, nel nome e nella maglia, la vecchia e gloriosa società.
Questi i giocatori che, con le loro presenze e le loro reti, hanno fatto la storia di quel Parma:
| Marcature dal 1920 al 1969 - 78 - William Bronzoni - 62 - Luciano Degara - 52 - Stocchi - 49 - Július Korostelev - 43 - Luigi Del Grosso - 43 - Tito Mistrali - 36 - Edmondo Fabbri - 35 - Paolo Erba - 33 - Alfredo Mattioli - 32 - Giovanni Ferrari | Presenze dal 1920 al 1969 - 308 - Ivo Cocconi - 307 - Ermes Polli - 238 - Augusto Ponticelli - 226 - Giovanni Mazzoni - 202 - William Bronzoni - 193 - Gian Paolo Fontana - 189 - Aldo Silvagna - 183 - Bruno Cresci - 181 - Raimondo Taucar - 171 - Walter Negroni |

## L'arrivo della Parmense e la rifondazione del Parma

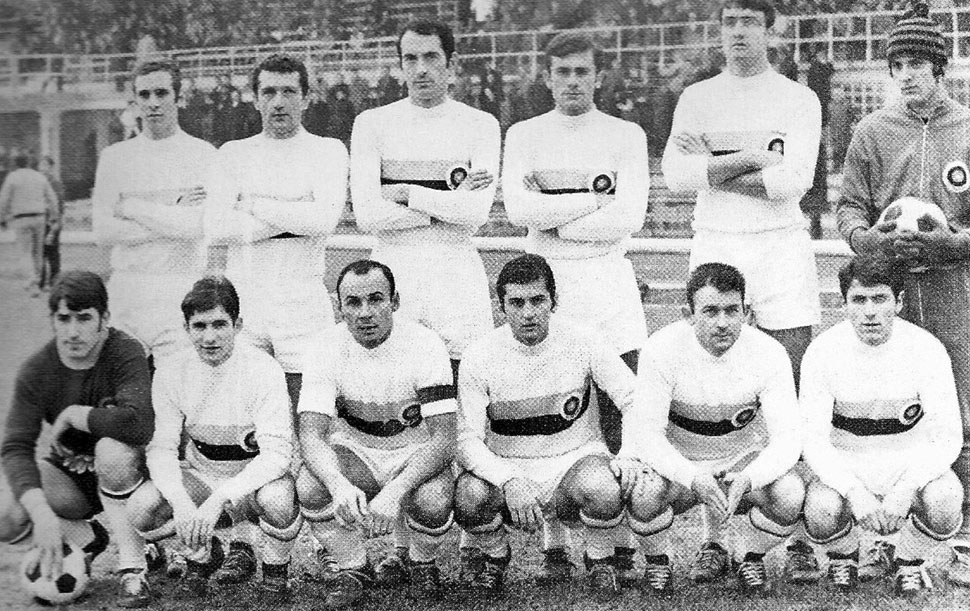
La Parmense nel 1968

L'Associazione Calcio Parmense fu fondata nel 1968 dalla collaborazione tra Ermes Ghidini, dirigente del Gruppo Sportivo Salvarani di Baganzola, e l'imprenditore edile Ermes Foglia, dalle ceneri di quel C.R.A.L. G.S. Salvarani Golese (e prima ancora Circolo Golese) che sfiorò per quattro volte la promozione in Serie D con tre secondi posti (nel 1964-'65, nel 1965-'66 e nel 1967-'68) ed un terzo posto (nel 1966-'67). La nuova società cambiò i colori sociali, dal rosso-nero della Salvarani (e prima ancora il rosso-blu del Golese) al più "cittadino" giallo-blu, e trasferì le proprie partite casalinghe dal Campo "Mordacci" della frazione Baganzola allo Stadio "Tardini". Allenata dall'ex-crociato Dante Boni e da Benito Lorenzi (più noto da giocatore come "Veleno" all'Inter), la squadra dominò la Prima Categoria (con 28 partite senza sconfitte) e raggiunse finalmente la Serie D in cui gareggiava il Parma. Alla vigilia della stagione 1969-'70, si sarebbe prospettato quindi una sorta di derby tra il nobile (ma decadente) Parma e la provinciale (ma ricca ed esuberante) Parmense. A causa del tracollo societario dei Crociati, però, gli spalti del Tardini divennero esclusività della sola Parmense, che acquistando dal Parma (per una ventina di milioni di lire) alcuni suoi giocatori, il diritto di indossare la maglia crociata e la denominazione di Parma (Associazione Calcio 1968), concretizzò la propria missione promessa alla sua nascita, cioè quella di rilanciare il calcio a Parma in caso di decadenza, diventando di fatto la squadra rappresentativa della città in sostituzione della vecchia società.
Ma solo dal 1º gennaio del 1970 la Parmense poté assumere la denominazione Parma A.C., concludendo vittoriosamente il campionato al primo posto, rinforzata da qualche giocatore "fuori categoria" (uno fra tutti l'ex ala del Milan e della Nazionale Bruno Mora), e riportando in un sol colpo la città di Parma nel calcio professionistico, vincendo la stagione e compiendo il doppio salto di categoria fino alla Serie C).

Nella stagione 1978-1979 Cesare Maldini guidò il Parma a una straordinaria rimonta, culminata con la promozione degli emiliani in Serie B.

Dopo tre anni di buoni risultati (un 5º posto da neopromossa e un 2º posto dietro l'Ascoli), nella stagione 1972-'73, dopo un appassionante testa a testa con l'Udinese e culminato con lo storico spareggio-promozione di Vicenza contro i friulani, vinto 2-0 (con reti di Sega e Volpi), il Parma è promosso in Serie B. La prima stagione in cadetteria si apre con un ottimo 5º posto (grazie anche ai 15 centri di Rizzati), ma l'anno dopo il Parma non si ripete, e termina ultimo, tornando ancora in Serie C, dove rimane fino al 1978-'79, quando la squadra, allenata da Cesare Maldini, e la società guidata da un paio d'anni da Ernesto Ceresini, vince un altro spareggio promozione (questa volta contro la Triestina), vincendo 3-1 ai tempi supplementari da una doppietta di un giovane Carlo Ancelotti, che in quella stessa estate verrà ceduto alla Roma. L'anno dopo però il Parma non tiene il passo della serie B e retrocede ancora, dopo un campionato di bassissimo livello al termine del quale i crociati finiscono al penultimo posto della graduatoria davanti al solo Matera.

Carlo Ancelotti, cresciuto nel settore giovanile del club, qui in azione in maglia crociata a fine anni 1970.

Gli anni successivi vedono il Parma navigare in posizioni di centro classifica (13° nel 1980-'81, 9° nel 1981-'82, 6° nel 1982-'83) proprio in questa stagione arriva un giocatore ancora oggi molto apprezzato, Massimo Barbuti, per il suo attaccamento ai tifosi. Memorabile l'esultanza dopo il 2-2 segnato alla Carrarese alla quinta giornata quando Barbuti, aggrappatosi alla rete che separava il campo di atletica dalla curva, la fece cedere cadendo a terra, e facendo, a loro volta, cadere alcuni tifosi, ma senza danni particolarmente gravi.
Nella stagione 1983-'84 il Parma è in lotta, per tutto il campionato, per la promozione in Serie B, che ottiene solo all'ultima giornata vincendo per 1-0 a Sanremo con un gol di un giovanissimo Stefano Pioli, passato poi alla Juventus. Capocannoniere della squadra è Barbuti con 18 marcature (16 delle quali nel solo girone di ritorno). Ma la stagione successiva il Parma retrocede di nuovo chiudendo ancora al penultimo posto, nonostante i 10 centri di Barbuti.

## Gli ultimi anni del presidente Ceresini e l'approdo in A
Nel 1985 fu ingaggiato Arrigo Sacchi, subito vincitore del campionato. I ducali chiusero il torneo a pari punti con il Modena, venendo promossi in B assieme ai canarini. Il successivo campionato cadetto vide gli emiliani mancare la Serie A per soli tre punti, togliendosi comunque la soddisfazione di eliminare il Milan dalla Coppa Italia.
Dalla stagione 1987-88, lo sponsor societario divenne la Parmalat di Calisto Tanzi. Come allenatore venne invece selezionato Zeman, poi esonerato a fine ottobre; la sua sostituzione con Giampiero Vitali si tradusse - per la squadra - nel decimo posto finale, piazzamento replicato l'anno seguente.

Il Parma che nel 1989-1990 guadagnò la promozione in Serie A.

La svolta decisiva si verificò nel 1989, con l'arrivo in panchina di Nevio Scala. Al termine della stagione che segnò la morte di Ernesto Ceresini, in seguito rimpiazzato dal figlio Fulvio, il sodalizio parmense ottenne una storica promozione in A; la data è quella del 27 maggio 1990, domenica in cui la vittoria (per 2-0) contro la Reggiana significò l'aritmetica salita nella massima categoria.

## I primi anni '90: l'era Pedraneschi-Scala

Nevio Scala, allenatore del Parma dal 1989 al 1996.

Nell'estate 1990, immediatamente successiva alla promozione, la Parmalat di Tanzi assunse la proprietà del club; la famiglia Ceresini, ad eccezione di una minima quota mantenuta da Fulvio, cedette infatti la maggioranza del pacchetto al nuovo presidente Giorgio Pedraneschi.

### 1990-1992: dall'esordio in A alla vittoria della Coppa Italia
In vista del debutto in massima serie, la compagine ducale scommise su acquisti mirati: al portiere brasiliano Taffarel si aggiunsero infatti Cuoghi, Grün e Brolin. In campionato, l'esordiente formazione vide il proprio terreno espugnato solamente da Juventus e Pisa: i 38 punti in classifica si tradussero nell'inatteso sesto posto, con la qualificazione per la Coppa UEFA.
Nel settembre 1991 i gialloblu poterono così esordire in Europa, uscendo al primo turno contro il CSKA Sofia per un gol incassato tra le mura amiche.

I giocatori parmensi festeggiano nel 1992 attorno alla prima Coppa Italia nella storia del club

La seconda esperienza nella massima categoria si rivelò meno proficua della prima, con un settimo posto finale. Soddisfazioni giunsero invece dalla Coppa Italia, dove il Parma sconfisse la Juventus nell'atto conclusivo: la disfatta di misura rimediata all'andata fu sovvertita nel ritorno, portando alla conquista del trofeo nonché ad un'altra apparizione internazionale.

### 1992-1995: la definitiva affermazione
Prima del terzo campionato in A, l'organico incrementò ulteriormente la sua cifra tecnica con l'arrivo del fantasista Faustino Asprilla. All'apertura ufficiale della stagione 1992-93, il Parma perse la possibilità di alzare un altro trofeo: la sconfitta con il Milan consegnò infatti la Supercoppa nazionale a questi ultimi. I ducali si espressero comunque su alti livelli, traendo giovamento dal contributo del colombiano: proprio un suo gol, il 21 marzo 1993, pose termine all'imbattibilità dei rossoneri sul fronte nazionale (cominciata nel maggio 1991). Il Parma colse inoltre le prime affermazioni in campo continentale, aggiudicandosi a Londra la Coppa delle Coppe contro il belga Anversa nella finale del Wembley.

Tomas Brolin mostra la Supercoppa UEFA 1993 vinta contro il Milan.

La rapida scalata al successo conferì al club un posto nell'élite del calcio italiano, circostanza riconducibile principalmente ai canoni di «provinciale» che la squadra recava appena pochi anni addietro. Rinforzata dagli acquisti di Crippa e Zola, la formazione si aggiudicò — sempre contro i milanesi del Milan — la Supercoppa Europea. Al termine della stagione 1993-94 sfumò l'occasione del bis europeo, poiché la finale di Coppa delle Coppe che vedeva gli uomini di Scala impegnati contro l'Arsenal premiò i britannici.

La festa per la Coppa UEFA 1994-1995 vinta superando in finale la Juventus.

A caratterizzare la stagione 1994-95 fu invece il confronto con la Juventus, estesosi a tre competizioni: i gialloblu ebbero la meglio nella finale di Coppa UEFA, aggiudicandosi tale trofeo per la prima volta. In campionato terminarono al secondo posto, perdendo nettamente in quel di Torino lo scontro diretto (4-0) alla terzultima giornata; la rivale bianconera si impose poi anche in Coppa Italia.

L'estremo difensore Gianluigi Buffon: prodotto del vivaio ducale, esordì in prima squadra a soli 17 anni.

L'estate 1995 portò in Emilia il bulgaro Stoichkov, ma al suo apporto non corrispose alcun trofeo. Dopo aver fatto esordire in A il giovane portiere Buffon (che compì il proprio debutto il 19 novembre 1995, ancora minorenne, contro il Milan), la formazione crociata si classificò sesta in campionato: quest'annata segnò la fine dell'èra Scala, con un importante cambio anche nella dirigenza dove Stefano Tanzi (figlio di Calisto) subentrò a Pedraneschi.

## L'era Tanzi

### 1996-2002: la fine di un ciclo

L'argentino Hernán Crespo, acquistato nel 1996.

La conduzione tecnica venne dunque affidata a Carlo Ancelotti, in passato giocatore del club. In campionato il Parma accusò un avvio in sordina, trovandosi in ritardo di 6 punti dalla capolista Juventus a metà torneo. Un tentativo di rimonta nella seconda parte del torneo portò i ducali a scalare posizioni: la possibile lotta al primo posto fu però impedita dalla sconfitta con l'Udinese e dal pareggio con il Milan, con la formazione che terminò seconda.
Il piazzamento consentì di esordire, nella stagione 1997-98, in Champions League dove la squadra non superò il primo turno: risultò fatale il 2-2 contro lo Sparta Praga, allenato proprio dall'ex Scala.

Fabio Cannavaro, in forza al Parma dal 1995 al 2002.

Dopo il quinto posto del torneo 1997-98, Ancelotti lasciò l'incarico a Malesani. L'ex tecnico della Fiorentina ottenne un risultato migliore in Serie A, classificandosi quarto, ma soprattutto realizzò un double di coppe: il Parma vinse infatti la Coppa Italia contro i viola (per i gol segnati in trasferta) e la UEFA contro il Marsiglia, battendolo per 3-0. In agosto fu conquistata anche la Supercoppa nazionale, sconfiggendo in rimonta (2-1) il Milan. Il campionato 1999-2000 vide i ducali terminare al quarto posto, in compagnia dell'Inter: i nerazzurri vinsero però lo spareggio che metteva in palio la Champions League, facendo figurare gli emiliani in quinta posizione. Agli inizi del 2001, Sacchi sostituì Malesani in panchina salvo poi dimettersi dopo appena 3 partite: il tecnico di Fusignano indicò come motivazione l'eccessivo stress derivato dall'incarico.

Il francese Lilian Thuram, colonna difensiva del Parma dal 1996 al 2001.

Al suo posto fu chiamato Renzo Ulivieri, con cui il Parma perse la finale di Coppa Italia: la Fiorentina si «vendicò» della beffa di 2 anni prima, strappando il trofeo ai ducali. Il trofeo venne invece conquistato nel 2002, pur senza Buffon e Thuram: l'estremo difensore e lo stopper, entrambi in gialloblu da un lustro, furono infatti ceduti alla Juventus nell'estate 2001. Proprio contro i bianconeri, la compagine ducale si aggiudicò la coppa.

### 2002-2004: il biennio di Prandelli
La vittoria del trofeo fu seguita dall'ingaggio di Cesare Prandelli, allenatore parmense a partire dal 2002. Prandelli perse la Supercoppa italiana contro i torinesi, ma ottenne il quinto posto in campionato grazie alle reti di Adriano e Mutu. Lo stesso piazzamento fu replicato nel torneo seguente, nonostante il crac Parmalat che causò l'arresto di Calisto Tanzi. A lungo in corsa per il quarto posto, contro Lazio e Inter, gli emiliani persero lo scontro diretto con i nerazzurri alla penultima gara: il gol fu realizzato da Adriano, rientrato ai milanesi dopo il prestito. Battere l'Udinese per 4-3 non risultò sufficiente ai ducali, poiché la vittoria dell'Inter a Empoli consegnò ai lombardi l'accesso in Champions League.

## La crisi finanziaria

### 2004-2006: il cambio di nome e un'altra qualificazione europea
Lo scandalo della Parmalat dissestò il quadro finanziario del club, tanto che nel giugno 2004 fu necessario il cambio di nome per scongiurare il fallimento. La guida tecnica passò nelle mani di Silvio Baldini, a capo del nuovo Parma Football Club: nel dicembre 2004 egli venne esonerato, a causa della stentata situazione in campionato. Mentre in Coppa UEFA furono raggiunte le semifinali, in Italia la salvezza venne ottenuta soltanto allo spareggio: i ducali chiusero a pari punti con il Bologna, battendolo poi (con il totale di 2-1) in una doppia sfida nel mese di giugno.
Senza più Gilardino, ceduto al Milan nel corso dell'estate 2005, il Parma finì al decimo posto la stagione 2005-06: le sentenze di Calciopoli portarono tuttavia gli emiliani in settima posizione, dando diritto a partecipare alla Coppa UEFA. Successivamente, fu ingaggiato Stefano Pioli.

## La presidenza Ghirardi

### 2006-2009: l'insperata salvezza, la caduta in B e l'immediato ritorno

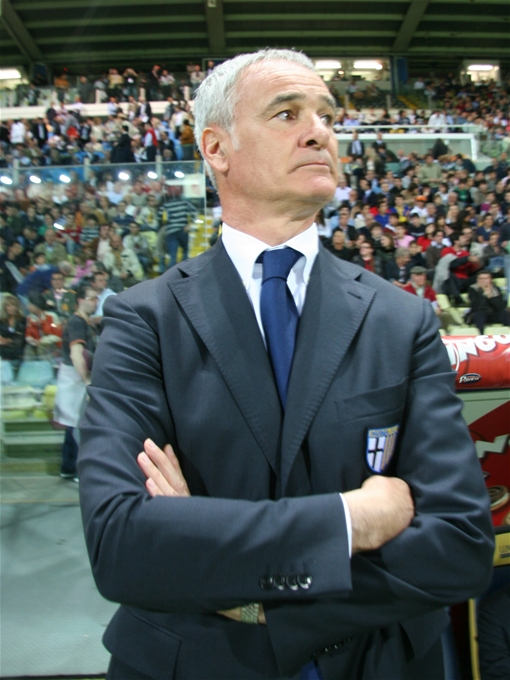
Il tecnico Claudio Ranieri, alla guida dei crociati dal febbraio al maggio del 2007.

Il campionato 2006-07 iniziò in maniera molto negativa per i ducali, che rimediarono 5 sconfitte nelle prime 7 giornate. Al contrario, in Europa, la squadra superò il turno preliminare e la fase a gironi, accedendo in tal modo ai sedicesimi di finale. Nel gennaio 2007, la società crociata fu messa in vendita tramite un'asta e rilevata da Tommaso Ghirardi che ne sanò la posizione debitoria. Il proseguire di risultati negativi in campionato provocò, a febbraio, l'esonero di Pioli e la sostituzione con Ranieri. Dopo l'eliminazione in coppa ad opera dello Sporting Braga, i gialloblu reagirono tornando a lottare per la salvezza (dopo aver ottenuto soltanto 2 successi nel girone di andata). In primavera, tra lo stupore generale, fu tesserato anche Gene Gnocchi: il comico parmigiano, noto tifoso del club, aveva lanciato un appello televisivo per coronare il sogno di scendere in campo in Serie A. Messo sotto contratto per 2 mesi al minimo stipendio sindacale (18 000 euro) gli fu assegnato il numero 52, in riferimento alla sua età. Non ebbe però modo di esordire ufficialmente, stante la situazione sportiva che obbligò i parmensi a lottare fino all'ultimo. La salvezza fu raggiunta il 27 maggio 2007, a 17 anni esatti dalla prima promozione, battendo per 3-1 l'Empoli. Subito dopo la fine del campionato Ranieri si dimise, lasciando spazio a Di Carlo.
Il nuovo tecnico fu protagonista, suo malgrado, di un curioso episodio alla prima giornata del campionato 2007-08: in occasione della gara con il Catania (finita 2-2) fu colpito, con un calcio nel fondoschiena, dall'ex allenatore crociato Baldini. Le vittorie contro avversarie a loro volta in corsa per non retrocedere permisero di guadagnare punti importanti, prima che una spirale negativa colpisse il club facendolo precipitare nella zona critica. Dopo la sconfitta subìta con la Sampdoria agli inizi di marzo, Di Carlo venne sollevato dall'incarico: al suo posto Ghirardi scelse Héctor Cúper, tecnico dell'Inter dal 2001 al 2003. Neanche l'argentino fu però capace di invertire il trend negativo, venendo anzi esonerato dopo due mesi dall'ingaggio: risultò fatale il 3-1 patito dalla Fiorentina, che compromise ancor di più le possibilità di salvarsi. Nella settimana precedente l'ultima - e decisiva - gara, venne nominato Andrea Manzo che era già a capo del settore Primavera. La sconfitta per 2-0 con l'Inter (che conquistò il titolo) e il contemporaneo pareggio del Catania con la Roma (a sua volta in lizza per lo scudetto) causarono la prima retrocessione, dopo 18 anni consecutivi nella categoria più alta.
Per tentare l'immediata risalita, Ghirardi si affidò al navigato Luigi Cagni. Già a settembre tuttavia, fu sostituito da Guidolin. Una serie di risultati positivi portò, sia pure provvisoriamente, la squadra al comando del torneo nel mese di dicembre; nonostante un inizio di 2009 poco brillante - culminato nella sconfitta di Ancona che il presidente punì con un ritiro aggiuntivo -, i ducali si issarono stabilmente al secondo posto. La promozione giunse il 16 maggio, grazie al pareggio esterno (2-2) contro il Cittadella. A conclusione del torneo, furono diversi i primati fatti registrare dalla compagine crociata: ad un'imbattibilità durata 18 partite si aggiunsero il minor numero di battute d'arresto (soltanto 4, nessuna delle quali al Tardini) nonché l'attacco più prolifico (65 gol segnati) e la difesa meno perforata (34 reti incassate).

### 2009-2013: fortune alterne
Guidolin venne confermato avendo raggiunto l'obiettivo, mentre Ghirardi non badò a spese per mettere a sua disposizione una rosa competitiva: furono acquistati Panucci, Bojinov, Galloppa, Zaccardo e Biabiany. La partenza in campionato fu buona, tanto che in autunno i ducali salirono addirittura al quarto posto. Come l'anno precedente, tuttavia, la formazione pagò un calo di rendimento palesatosi dopo la sosta natalizia. L'apice del momento negativo si raggiunse a febbraio, quando Panucci - per motivazioni personali - rescisse il contratto con la squadra. Gli emiliani non tardarono a riprendersi, infilando una striscia di 8 partite senza sconfitte: degno di nota fu il successo in casa sul Milan, firmato dal gol di Bojinov a tempo scaduto. Toltasi la soddisfazione di mandare al tappeto anche la Juventus (3-2 a Torino), la squadra gialloblu terminò all'ottavo posto cullando fino alla fine il sogno dell'ingresso in Europa League.
Conquistata una tranquilla salvezza nel campionato seguente, alla seconda giornata del 2011-12 (la prima effettiva) i crociati vestirono i panni della prima avversaria ufficiale per la Juventus nel suo nuovo impianto, lo Stadium: il risultato fu di 4-1 per i bianconeri. Nel gennaio 2012, Franco Colomba (subentrato a Pasquale Marino l'anno prima) pagò con l'esonero la sconfitta (5-0) riportata con l'Inter: il suo successore fu Roberto Donadoni. Le vicende del mercato invernale portarono all'addio di Hernán Crespo, che rimane con 72 gol il giocatore più prolifico della storia parmense.

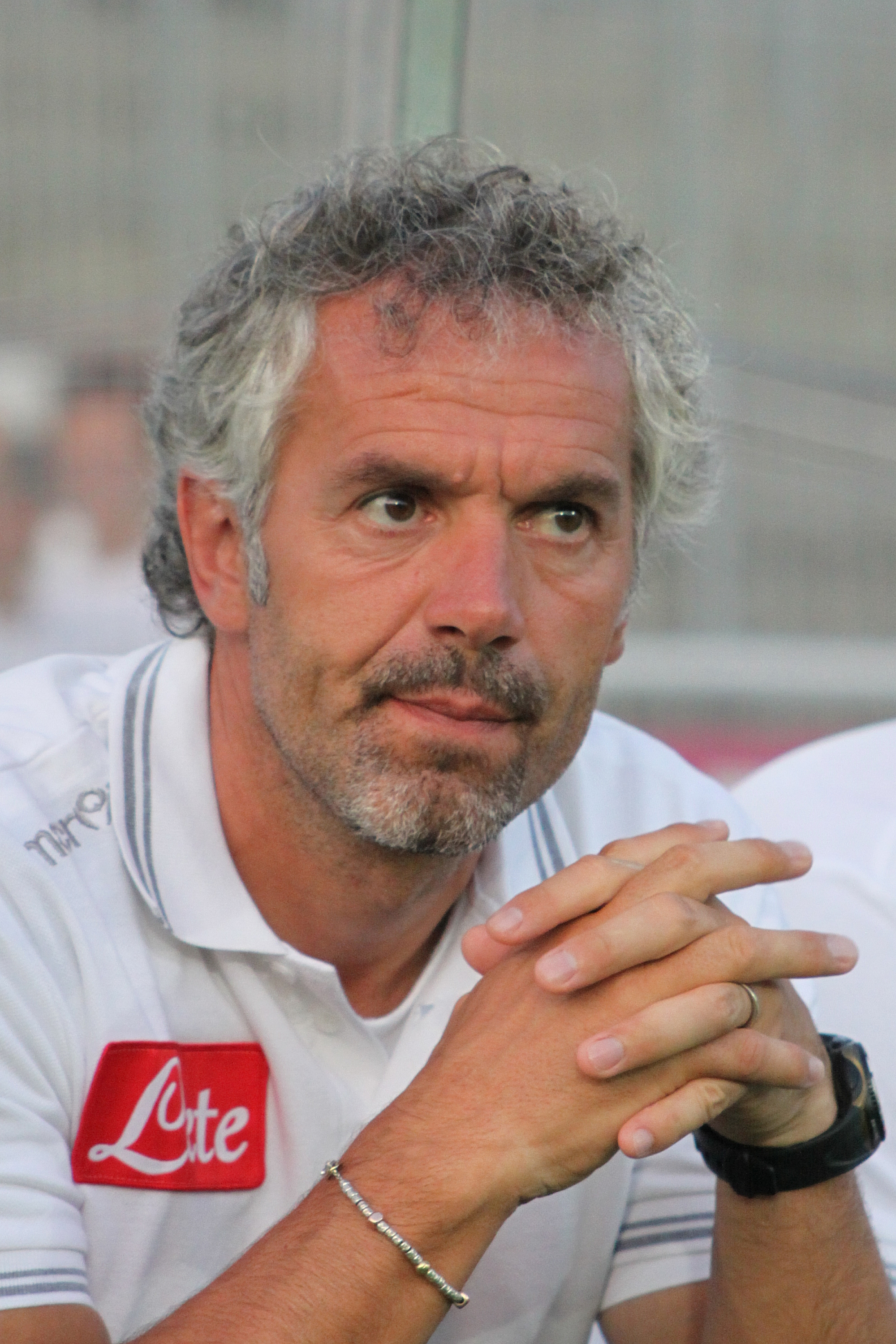
Roberto Donadoni, tecnico del Parma dal 2012 al 2015. Sotto la sua guida, il club ha realizzato una serie record di 7 vittorie consecutive in Serie A nel 2012, e una striscia anch'essa record di 17 risultati utili nel campionato 2013-2014.

In chiusura di campionato, i ducali misero a segno la serie-record di 7 vittorie consecutive: i 21 punti conquistati trasformarono lo spettro della retrocessione nella speranza europea, svanita per soli 2 punti. L'estate 2012 vide l'aggiunta di nuovi volti in attacco, ovvero l'algerino Ishak Belfodil e l'italobrasiliano Amauri. Il campionato 2012-13 si segnalò soprattutto per due importanti traguardi statistici, vale a dire il millesimo gol dei ducali in A (realizzato da Palladino contro l'Udinese il 18 novembre) e la trecentesima vittoria in Campionato (conseguita a Bologna il 22 dicembre). La stagione finì con un decimo posto, alla quota di 49 punti.

## Gli anni recenti

### 2013-2015: dall'Europa al fallimento
L'anno seguente la squadra acquistò Antonio Cassano dall'Inter, in cambio di Belfodil. Anche grazie al contributo di Fantantonio, i ducali disputarono un campionato positivo che terminò al sesto posto. Il piazzamento avrebbe valso la qualificazione all'Europa League, ma la licenza UEFA non venne concessa per il ritardo - da parte della società - nel corrispondere gli stipendi e gli oneri tributari. Il club presentò tuttavia un ricorso, ma il mancato accoglimento fece assegnare il posto in coppa al Torino (che aveva chiuso il campionato alle spalle degli emiliani).
I problemi economici attanagliarono il Parma anche nella stagione 2014-15, in cui la formazione collezionò - tra l'altro - risultati mediocri in campionato. Il duplice cambio di proprietà non riuscì a risanare la situazione finanziaria, con la squadra che ricevette inoltre penalizzazioni in termini di classifica. Dichiarato ufficialmente fallito il 19 marzo 2015, il Parma fu mantenuto in vita dall'esercizio provvisorio. La débâcle sportiva si consumò a fine aprile, quando la sconfitta con la Lazio (4-0) determinò l'aritmetica retrocessione; il torneo venne poi concluso in ultima posizione, con 19 punti (senza la penalizzazione sarebbero stati 26). I fallimenti delle aste causarono, il 22 giugno successivo, la definitiva dichiarazione di scomparsa del club.

### 2015-2021: la rifondazione, il triplo salto di categoria e la retrocessione
Soltanto cinque settimane più tardi, il 27 luglio, la società venne rifondata. Il neonato club, che prese il nome Società Sportiva Dilettantistica Parma Calcio 1913, ereditò la tradizione sportiva del sodalizio scomparso. Ammessi a partecipare in soprannumero al campionato di Serie D, gli emiliani (alla cui conduzione tecnica viene posto l'ex calciatore Apolloni) non tardarono ad evidenziare mire di rivalsa agonistica. Rimasti imbattuti per l'intero campionato, conquistarono la promozione in Lega Pro già nell'aprile 2016. La stagione 2016-17 vide quindi la compagine ducale competere nella divisione superiore, chiudendo al secondo posto il campionato ed accedendo ai play-off: la vittoria contro l'Alessandria comportò il ritorno in B, a nemmeno due anni dalla radiazione.
Nel campionato cadetto 2017-18 il Parma allenato da Roberto D'Aversa, sedutosi in panchina a fine 2016, risulta discontinuo nel girone di andata Durante la seconda parte del torneo, i gialloblu riescono tuttavia a risalire la china: all'ultima giornata della stagione regolare, superando in classifica il Frosinone, la squadra si posiziona seconda e viene promossa in A. La terza promozione consecutiva (che costituisce un record per il calcio italiano, dacché nessun club era mai stato capace di risalire dalla D alla massima serie in appena un triennio) coincide con il ritiro del capitano Alessandro Lucarelli, che dopo il fallimento del 2015 decise di rimanere a Parma.
In estate, l'ammissione alla categoria è messa in dubbio poiché viene scoperto un presunto tentativo di combine con lo Spezia riguardante la partita che aveva assegnato la promozione. In primo grado, l'attaccante Emanuele Calaiò è stato ritenuto colpevole di tentato illecito sportivo e squalificato per due anni, mentre al Parma sono stati inflitti 5 punti di penalità da scontare nel torneo 2018-19. Tuttavia, in appello l'accusa è stata derubricata a semplice slealtà sportiva, quindi la squalifica a Calaiò è stata ridotta a 4 mesi (con l'aggiunta di 30.000 euro di ammenda), mentre la penalizzazione del Parma è stata convertita in 20.000 euro di ammenda. I ducali, dopo un girone d'andata oltre le attese, calano e si salvano alla penultima, mentre l'anno dopo navigano per certi versi in zona Europa League, salvo poi chiudere undicesimi. L'annata 2020-21 li vede ultimi e retrocessi in Serie B dopo un triennio, nonostante il ritorno di D'Aversa dopo l'esonero di Liverani. 

### 2021-presente: la promozione in A
Dopo un ritorno mediocre in cadetteria (12°), nel 2022-23 gli emiliani chiudono quarti sotto la guida di Pecchia e si qualificano alle semifinali playoff, dove soccombono contro il Cagliari di Ranieri, poi promosso in A. La promozione è solo rinviata all'anno seguente: il Parma domina il campionato e il pari esterno a Bari dà loro la certezza della promozione e della vittoria del campionato.